# Nasr El-Deen Abbas
Nasr El-Deen Abbas dit Jaksa (né le 13 août 1944 à Omdurman) est un ancien footballeur soudanais des années 1960 et 1970. Il est considéré comme le meilleur joueur soudanais de tous les temps.

## Biographie
Joueur du club d'Al-Hilal Omdurman, il est international soudanais de 1963 à 1977, remportant la CAN 1970, inscrivant 2 buts dans cette compétition. 
Il est par ailleurs finaliste de la CAN 1963 (4 buts), et participe aux Jeux olympiques de 1972, inscrivant le seul but soudanais du tournoi, mais se voyant éliminé au premier tour. 